# 嘉峰匯豪庭
嘉峰匯豪庭（英語：The Summit）位於廣東省江門市蓬江區東海里，是香港嘉華地產開發的其中一個位於中國的商品房項目。由深圳市天華設計有限公司設計，由香港美亞國際設計集團作項目管理，由中國建築工程有限公司第八局建造，物業前身是嘉華國際集團主席呂志和博士的祖屋。項目佔地15076.5平方米，總建築面積達48864平方米，容積率為3。項目由1幢樓高28層及2幢30層的高層住宅大廈、4套雙拼別墅、1層平台花園帶游泳池及2層車庫組成，共提供327套建築面積由79.107平方米至295.427平方米的住宅單位及293個車位。項目按江門市規劃局規定，需設置 300 平方米的社區活動中心，且由蓬江區政府堤東辦事處使用和管理。項目已於2013年8月竣工。